# Hellsaw
Hellsaw war eine österreichische Black-Metal-Band, die 2002 in der Steiermark gegründet wurde. 2012 legte die Band eine Pause ein, ehe sie 2014 mit der gleichen Besetzung wieder auf Tour ging. Im Jahr darauf gaben sie ihre endgültige Auflösung bekannt. Hellsaw ist bei Napalm Records unter Vertrag gewesen.

## Kritik
Aus antifaschistischen Kreisen wurde der Vorwurf laut, Hellsaw sei eine rechtsextreme Band. So äußerte sich Aries als Fan umstrittener Bands wie Corpus Christii und Forgotten Tomb, behauptet in einem Interview aber auch, dass Black Metal "nicht politisch" sei. Zudem wurden zwei Tonträger bei dem Label Westwall produziert, welches als rechtsextrem gilt.

## Diskografie
- 2003: Sins of Might
- 2005: Spiritual Twilight
- 2007: Phantasm (Folter Records)
- 2009: Cold
- 2012: Trist